# Spianadaplein
Het Spianadaplein (Grieks: Σπιανάδα, "esplanade") is een van de belangrijkste pleinen van de Griekse stad Corfu. Het is met 84.000 m² tevens het grootste plein van Griekenland en een grote toeristische trekpleister op het eiland.
Het Spianadaplein is gelegen ten westen van de Oude Vesting en ten oosten van de oude stad. Het werd in 1576 aangelegd. Beroemd is vooral de gaanderij in Franse stijl aan de westelijke kant van het plein. De bouw hiervan dateert van de Franse overheersing van de Ionische Eilanden aan het einde van 18e eeuw.
Het grasveld dat in het midden van het plein ligt, wordt soms gebruikt als speelveld voor de in Korfoe populaire sport cricket.
Het plein bevat meerdere beelden en monumenten. Een belangrijk monument is dat voor Thomas Maitland, die de Lord High Commissioner was van de Verenigde Staten van de Ionische Eilanden. Hij heeft ook het Paleis van Sint-Michaël en Sint-George laten bouwen dat aan de noordzijde van het plein staat.

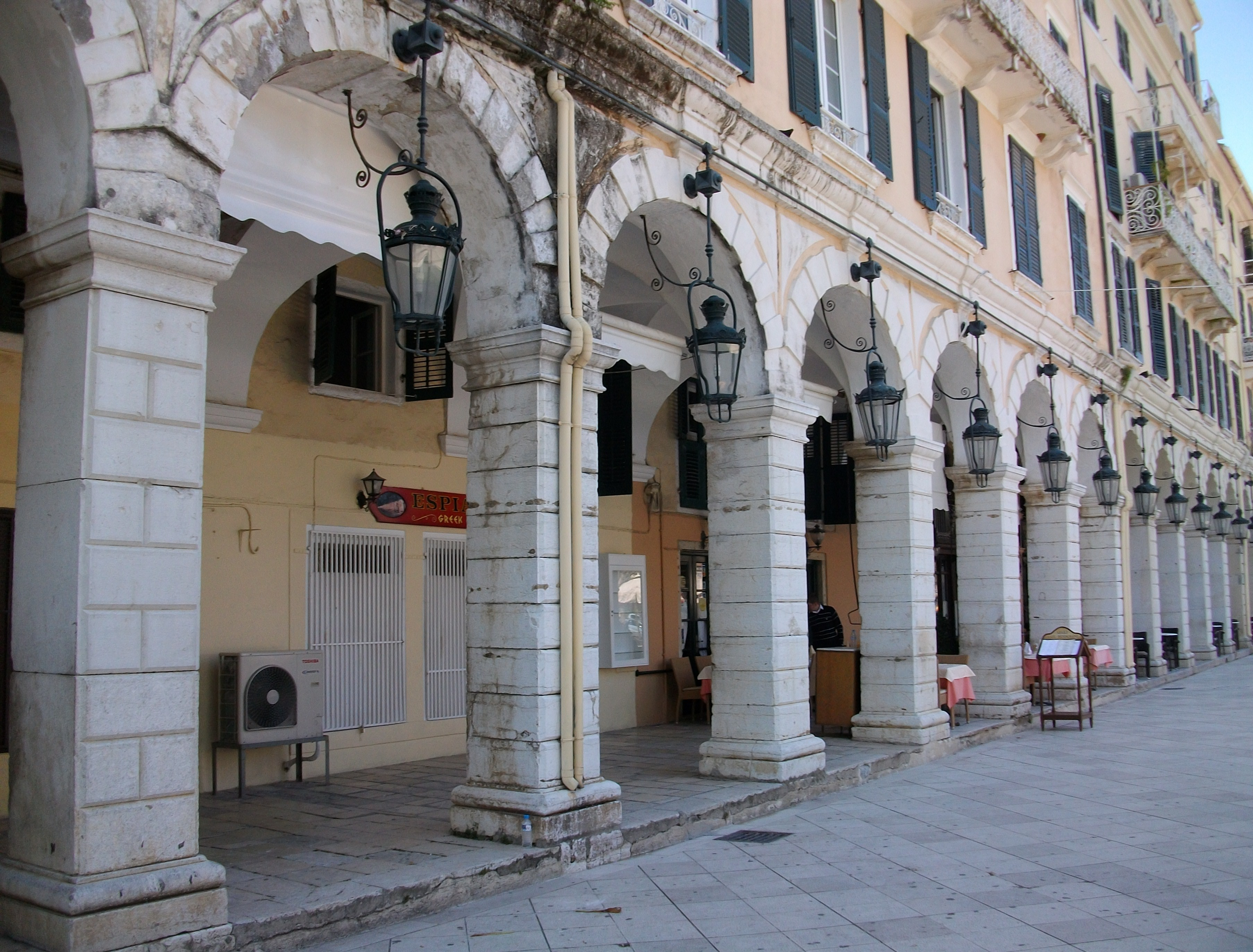
De galerij aan het plein
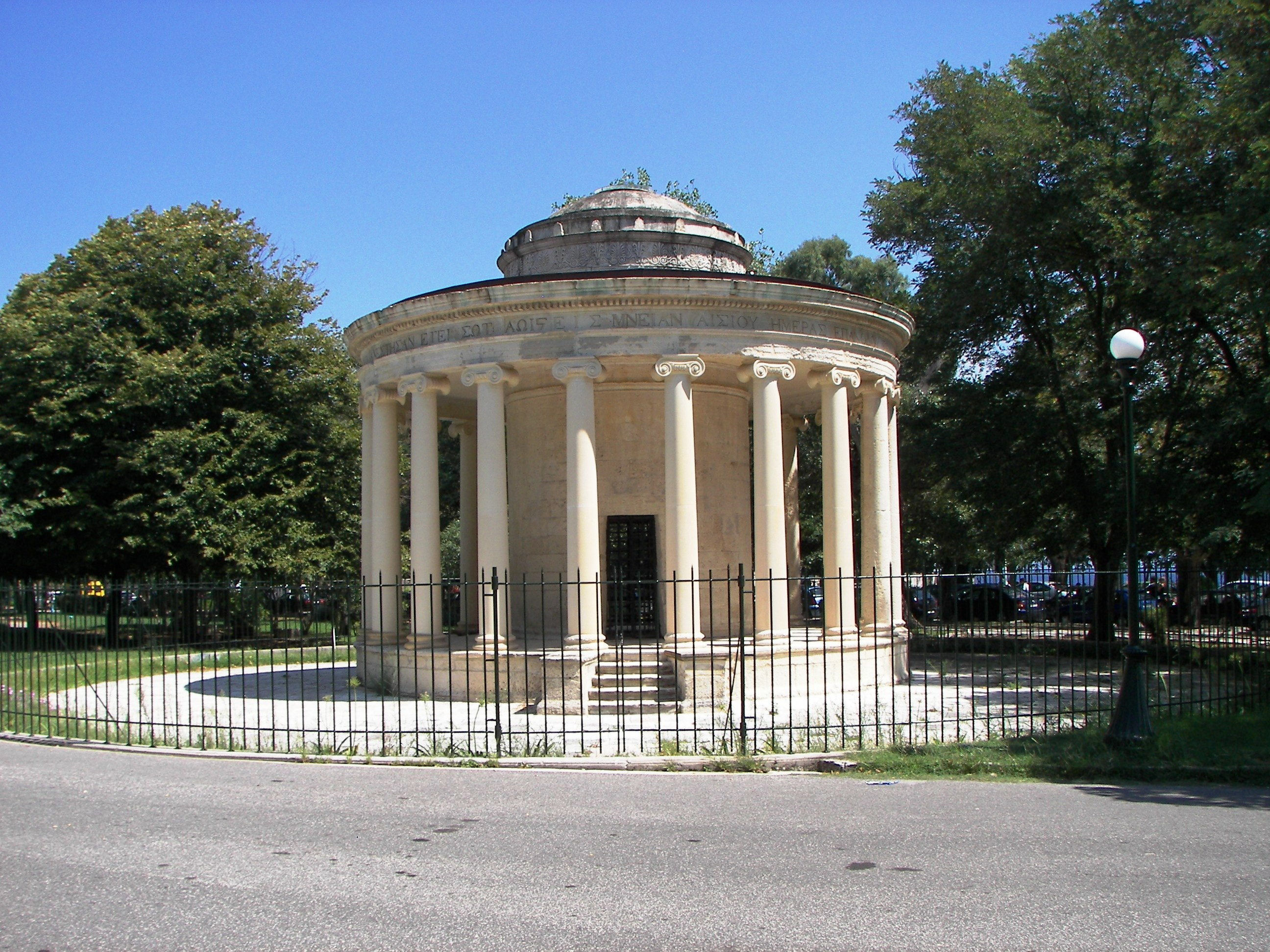
Het Maitland monument
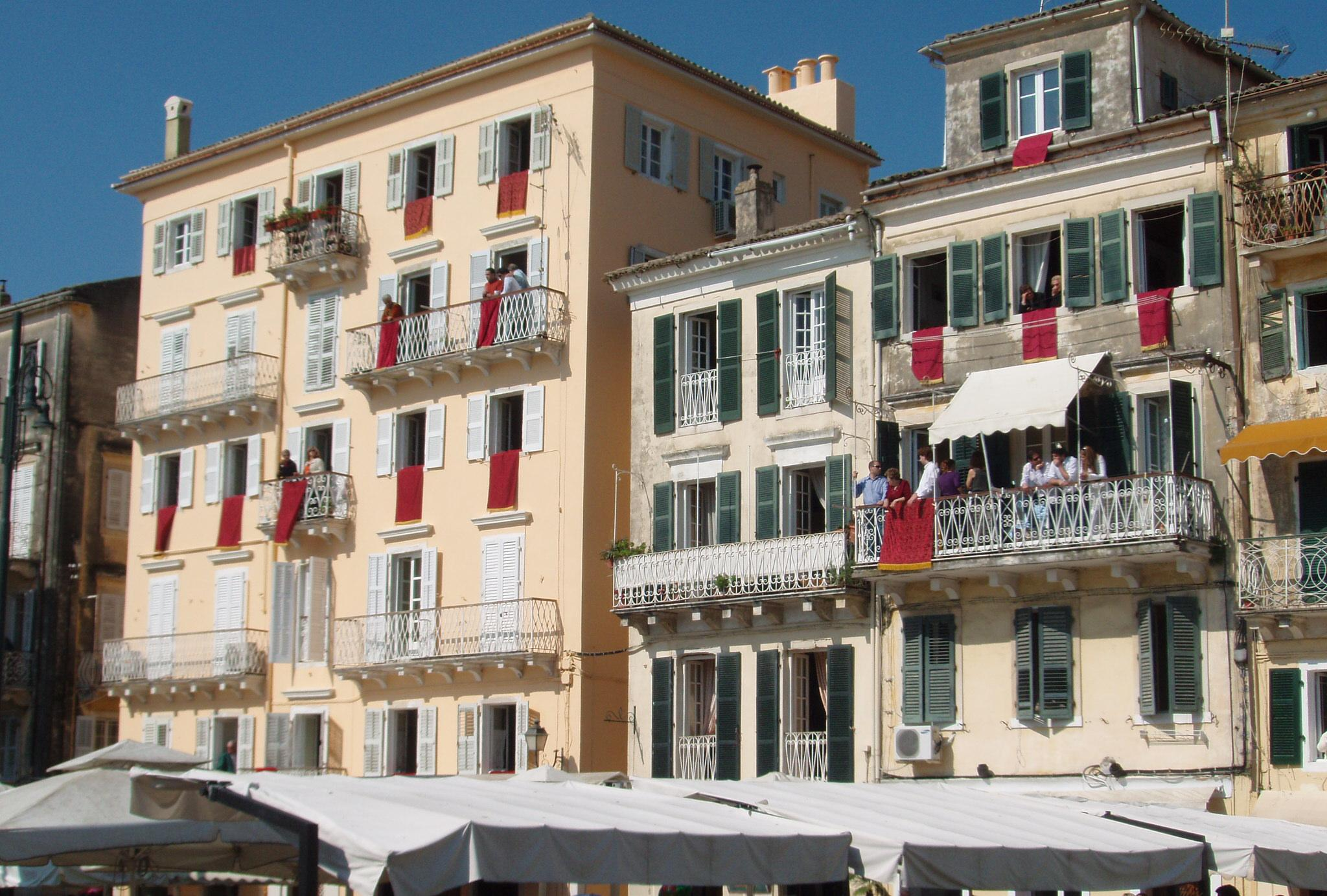
Huizen aan het plein
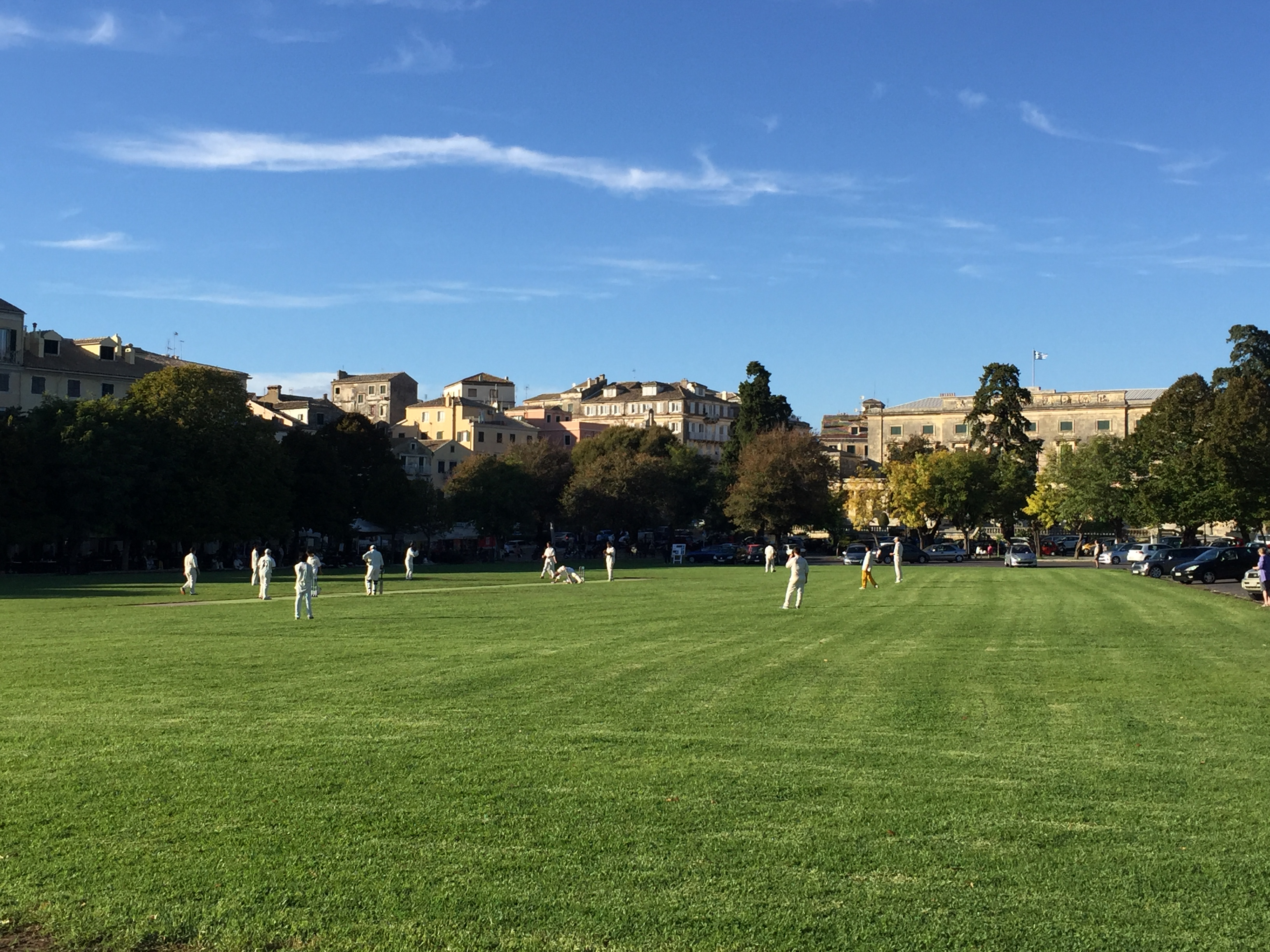
Cricketspelers op het grasveld
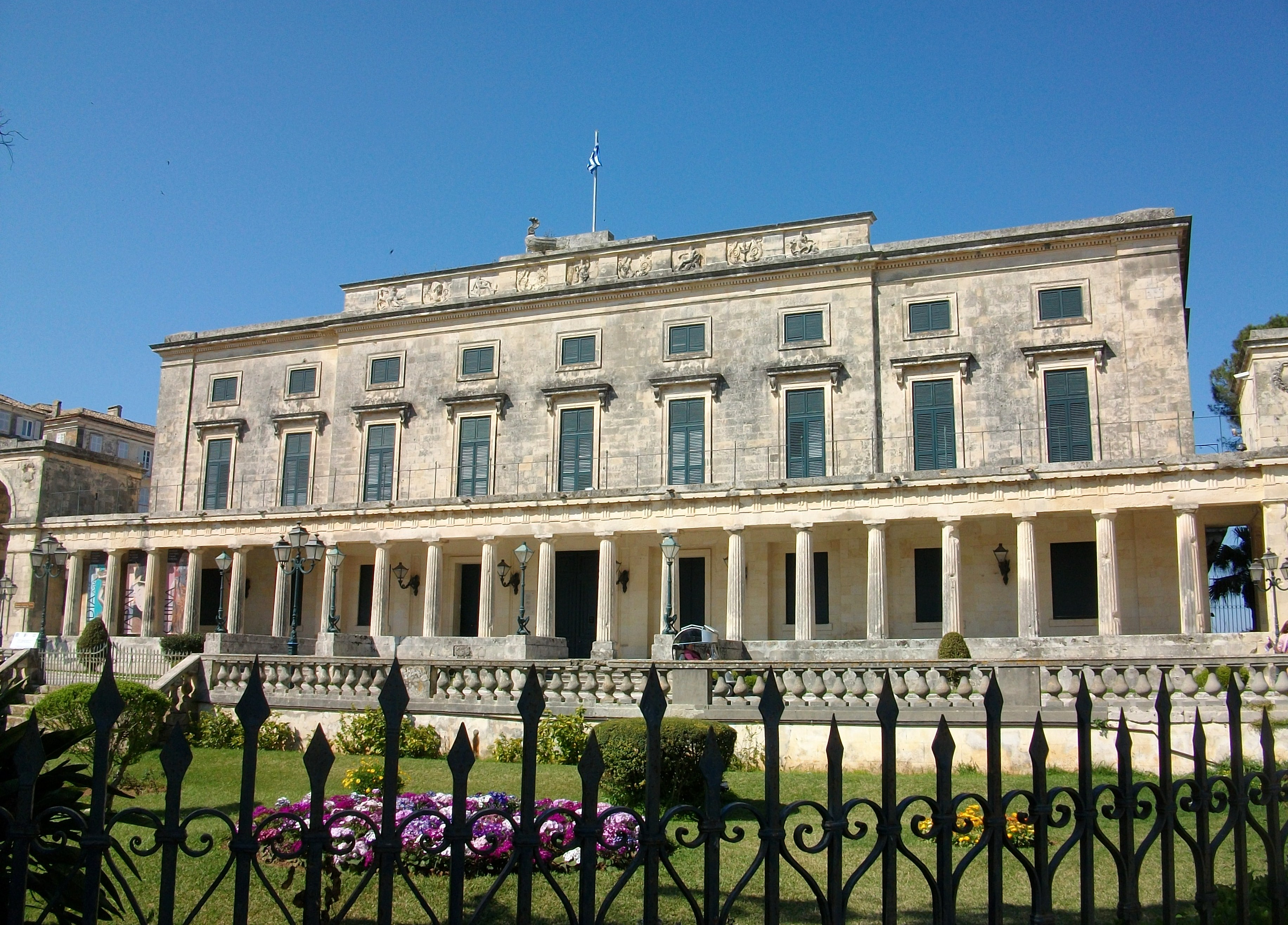
Paleis van Sint-Michaël en Sint-George